# Thick as a Brick
Thick as a Brick (1972) je koncepční (monotematické) album vydané skupinou Jethro Tull. Jeho texty jsou vytvořeny podle veršů napsaných fiktivním chlapcem, „Geraldem Bostockem“ přezdívaným „Little Milton“. 
Album vydané na vinylovém LP má na každé straně jednu souvislou stopu. Skladba je pozoruhodná pro svou délku a změny rytmu, stejně tak jako velký počet témat v tomto díle, což jsou spíše znaky typické pro klasickou symfonii než rockovou písničku.
Vedoucí skupiny Ian Anderson byl překvapen kritikou na předchozí album Aqualung, že je to „koncepční album“, což rozhodně odmítl. S Thick as a Brick začala skupina vytvářet album záměrně sjednocené k jednomu tématu (konceptu): básně inteligentního anglického chlapce, který má potíže s dospíváním. Vedle toho bylo album zamýšleno jako parodie na všechna koncepční alba. Recept byl úspěšný a album se stalo číslem jedna na žebříčcích ve Spojených státech.

## Obal
Originální obal LP o rozměrech 305 x 406 mm (12x16 palců), byl výtisk vícestránkových lokálních novin s příběhy, inzeráty, soutěžemi atd., parodující provincionalismus a amatérismus místního žurnalismu, který mnohde existuje dodnes. Tyto noviny též obsahovaly texty všech písniček. Původní obal byl těžko převoditelný pro formát CD, ale CD 25th Anniversary Special Edition obsahuje částečné faksimile, něco z obsahu však chybí, včetně části původní "titulní strany".

## Seznam stop
1. Thick as a Brick (Ian Anderson/Gerald Bostock) – 22:45
2. Thick as a Brick (Ian Anderson/Gerald Bostock) – 21:05

### Bonusy na 25th Anniversary Edition
1. Thick as a Brick (live at Madison Square Garden, 1978) – 11:50
2. Interview with Jethro Tull's Ian Anderson, Martin Barre, and Jeffrey Hammond-Hammond – 16:30

## Obsazení
- Ian Anderson – zpěv, akustická kytara, flétna, housle
- Martin Barre – elektrická kytara, loutna
- John Evan – klavír, varhany, harfa
- Jeffrey Hammond („Jeffrey Hammond-Hammond“): baskytara, zpěv
- Barriemore Barlow – bicí
- David Palmer – dechové a smyčcové aranže